# روجر كون
روجر كون (بالإنجليزية: Roger Kohn)‏ هو مؤلف ومصمم بريطاني، ولد في 1951 في يورك في المملكة المتحدة.